# Räng
Räng är en kyrkby i Rängs socken i Vellinge kommun. Bebyggelsen har av SCB avgränsats till en småort som avregistrerades 2023. Väster om Räng ligger småorten Räng västra

## Personer från orten
Från Räng kom folklivsskildraren Nils Lovén, som även är känd som Nicolovius, och hans kusin Nils Henrik Lovén som var professor i medicin. I Nils Lovéns Folklifvet i Skytts härad finns färgstarka beskrivningar från byn.
Fotbollsmålvakten Johannes Hopf är också från Räng.